# エーヌ川

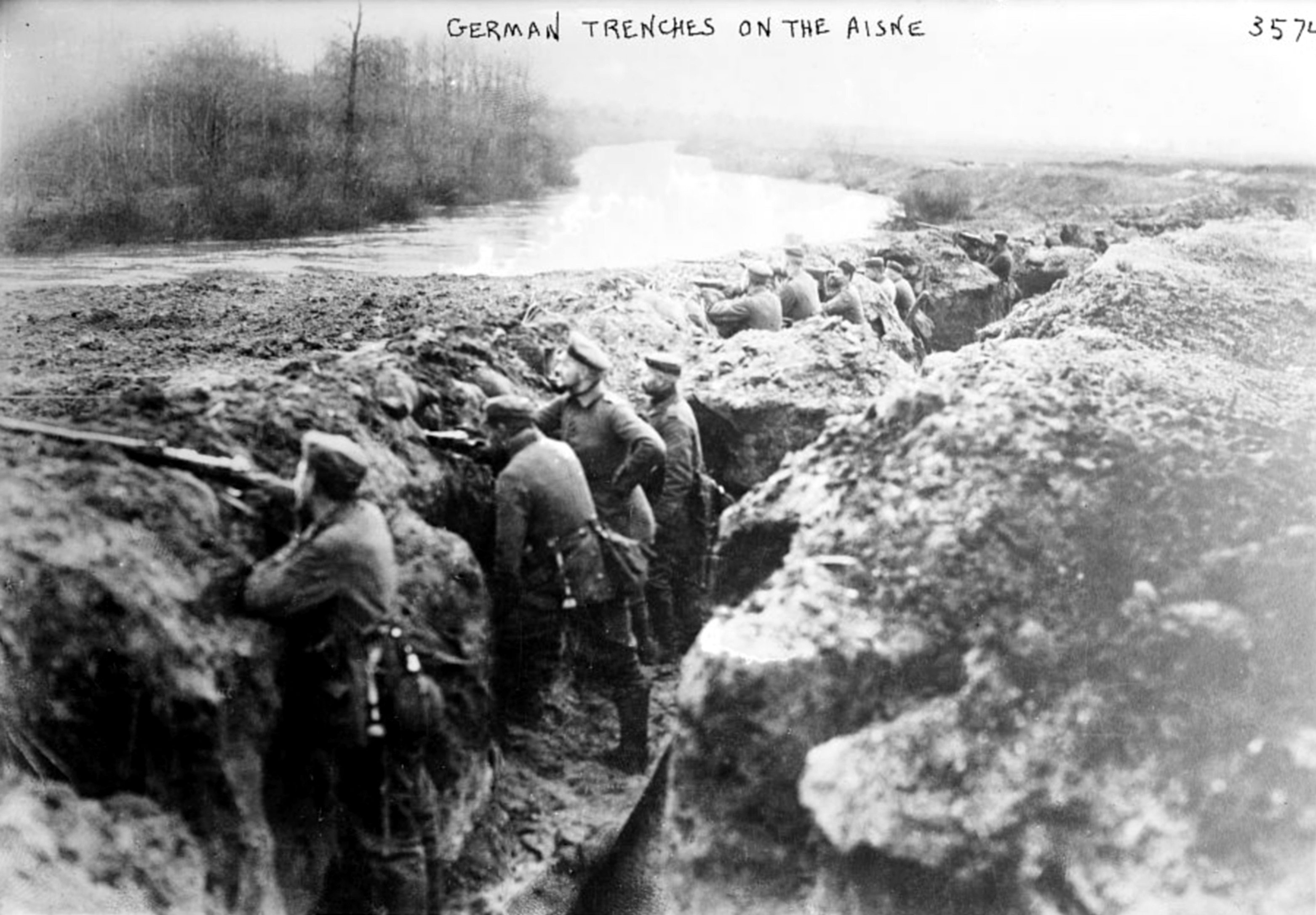
第一次世界大戦中、エーヌ川沿いに掘られたドイツ軍の塹壕

エーヌ川（エーヌがわ、Aisne）は、フランス北東部を流れる川で、オワーズ川の支流である。ローマ時代にはAxonaと呼ばれていた。
サント＝ムヌー近郊のアルゴンヌの森に源を発し、コンピエーニュ近郊でオワーズ川に合流する。第一次世界大戦の悲惨な3度の戦いが、エーヌ川谷で起きた。
上流域のサント＝ムヌー南側一帯にはデル＝シャントコック湖などからなるセーヌ川大湖群があり、セーヌ川、オーブ川、マルヌ川、ソー川の上中流域を含む一帯は1991年に「シャンパーニュ湿地湖沼群」としてラムサール条約登録地となった。

## 流域の自治体
- サント＝ムヌー
- ヴージエ
- ルテル
- ソワソン
- コンピエーニュ

## 航行
小さなボートでエーヌ川流域の大半を航行できる。運河がエーヌ川とセーヌ川、ムーズ川をつないでいる。小さな容量の水路ネットワークで、エーヌ川とラテラル・ア・レーヌ運河が、大規模穀物生産地である農業都市ソワソンとエーヌ川谷双方を航行可能にした。水路はヨーロッパ北西部と小さな内陸港のランスとをつないでいる。エーヌ川はオワーズ川、レーヌ・ア・ロワーズ運河、アルデンヌ運河、レーヌ・ア・ラ・マルヌ運河によって他の水路とつながっている。